# Sévérianus
 (novembre 2008).
Si vous disposez d'ouvrages ou d'articles de référence ou si vous connaissez des sites web de qualité traitant du thème abordé ici, merci de compléter l'article en donnant les références utiles à sa vérifiabilité et en les liant à la section « Notes et références ».
Sévérianus est un évêque du Ve siècle, c'est l'un des tout premiers implantés sur le territoire de ce qui est devenu le département des Alpes-de-Haute-Provence.
Son siège épiscopal était à Eturamina, située dans la vallée des Thorame dans la haute vallée de l’Issole.
Sévérianus a laissé son nom dans plusieurs conciles qui attestent de sa présence et du rôle religieux d'Eturamina. Il est fort probable que le choix de l'implantation dans cette vallée corresponde à une volonté de christianisation des peuples reculés vivant dans les vallées alpines[réf. nécessaire], ce qui expliquerait aussi son transfert peu de temps après. L'évêché fut transféré ou réuni à celui de Senez ou Castellane au début du  Ve siècle, qui conserva ce rang jusqu'en 1790. 